# مار-بیتی-احه-ایدین
مار-بیتی-احه-ایدین (Mār-bīti-áḫḫē-iddina)،دومین یا سومین پادشاه سلاله E (سلسله های مخلوط، برخی آن را سلسله نهم بابل در نظر می گیرند، برخی هم تمایل دارند که آن را سلسله نه و ده بنامند) در تاریخ بابل می باشد. معنای نامش یعنی مار-بیتی (یکی از خدایان بابلی)، برادرانی به من داده است. اطلاعات ما درباره این زمان از تاریخ بابل باستان اندک و مغشوش است. گویا او پس از برادرش به تخت بابل نشسته است. سال پایان حکومت وی هم به درستی معلوم نیست، برخی قایل به ۹۲۰ پیش از میلاد هستند و برخی دیگر عقیده دارند که حکومتش زودتر از آن سال پایان یافته است. علت این سردرگمی این است که ما پادشاهان این دوره بابل را از روی متون و نوشته های پادشاهان آشوری می شناسیم و در مواقعی که پادشاه آشور کنتاکت و سایشی با پادشاه و هیئت حاکمه بابل ندارد، منبع اطلاعاتی آشوری درباره این که چه کسی در بابل پادشاه بوده است، در اختیار قرار نمی‌دهد. به نظر می رسد که پس از وی فردی به نام شمش-مودمیق (شمش مودمیک) به تخت بابل نشسته باشد.